# Svarttjärnen (Anundsjö socken, Ångermanland, 705491-159056)
Svarttjärnen är en sjö i Örnsköldsviks kommun i Ångermanland och ingår i Moälvens huvudavrinningsområde.